# Arco de Augusto de Aosta
El Arco de Augusto (en francés: Arc d'Auguste, en italiano: Arco d'Augusto) es un arco de triunfo de origen romano, situado en Aosta (Valle de Aosta, Italia).
Se levantó en el año 25 a. C. con ocasión de la derrota del pueblo salaso, que ocupaba el valle del río Dora Baltea.

## Descripción
Está hecho en piedra conglomerada, a eje con el decúmano de la ciudad, cerca de la Puerta Prætoria. Posee una sola cara de 11,40 metros de altura. Aunque el orden que rige es el dórico, tiene capiteles corintios, incluidos las metopas y los triglifos. Bajo la bóveda muestra un crucifijo, copia contemporánea del que le fue colocado en 1449. El original se halla en el museo de la catedral de Aosta.
En el siglo XII perteneció a una familia nobiliar, y que se aprovechó para construir una pequeña fortaleza en 1318 para albergar un cuerpo de ballesteros. En el año 1716, dañado por filtraciones, se sustituyó su remate superior por un tejado de pizarra. La última gran restauración se efectuó en 1912.